# Rue Abbé Paul Le Roux
Pour les articles homonymes, voir Le Roux.
La rue Abbé Paul Le Roux (en néerlandais: Priester Paul Le Rouxstraat) est une rue bruxelloise de la commune de Jette qui va de la chaussée de Wemmel à la rue Eugène Toussaint en passant par la rue Abbé Victor De Sloover.
Cette rue porte le nom de l'abbé jettois Paul Le Roux, résistant lors de la Seconde Guerre mondiale. Arrêté par les Allemands pour espionnage et aide aux alliés, il fut guillotiné à Wolfenbüttel en Allemagne le 7 juin 1944.
La numérotation des habitations va de 3 à 9 pour le côté impair et de 4 à 14 pour le côté pair. La rue a une longueur totale de 205 mètres.